# الحصار الأمريكي على الحبوب المصدرة إلى الاتحاد السوفيتي

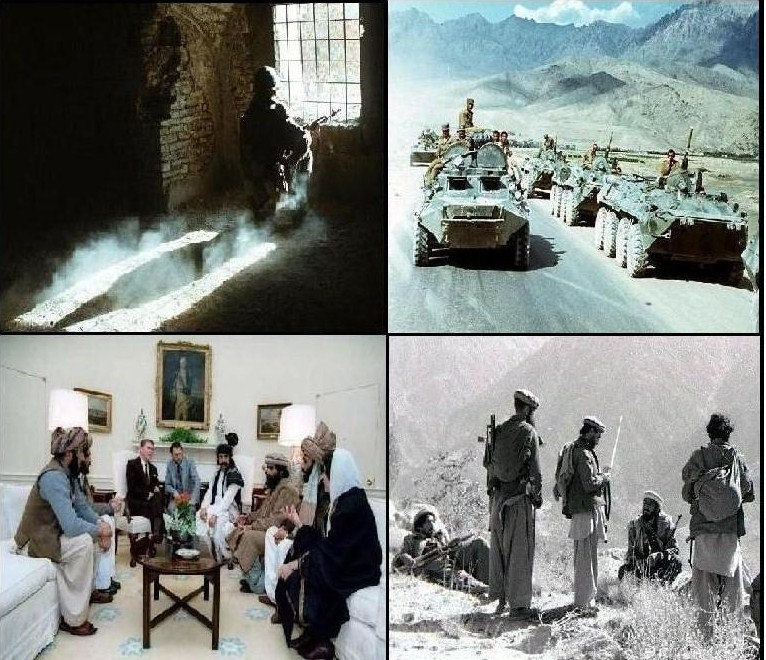
أربع صور للحرب الأفغانية (الحرب السوفييتية)

فرض الرئيس الأمريكي جيمي كارتر الحظر علي الحبوب المُصدرة للاتحاد السوفيتي في يناير 1980 ردًا علي غزوالاتحاد السوفيتي لأفغانستان في عام 1979. وظل الحصار ساري حتي قيام رونالد ريجان بأنهائه في عام 1981 بعد تولية منصب الرئاسة. شعر المزارعون الأمريكيون بوطأة العقوبات، في حين أن آثارها علي الاتحاد السوفيتي كانت غير حاسمة. خلال حملة الانتخابات الرئاسية لعام 1980، وعد المُرشح رونالد ريجان برفع الحظر في حين كان المُرشح الحالي جيمي كارتر لم يكن علي استعداد بالقيام بذلك.

## الأسباب
قد واجهت الولايات المتحدة غزوالاتحاد السوفيتي لأفغانستان بالعديد من العقوبات الاقتصادية بما في ذلك حظر الحبوب عنها. وعلاوة علي ذلك، قادت الولايات المتحدة مقاطعة الألعاب الألومبية لعام 1980 التي استضافتها دولة موسكو.

## آثر الحظر علي الاتحاد السوفيتي
كان تأثير حظر الحبوب علي الاتحاد السوفيتي ضعيف حيث استطاع الاتحاد السوفيتي الحصول علي الحبوب من مصادر آخرى. تتضمن تلك المصادر أغلب دول جنوب أفريقيا مثل فينزويلا والبرازيل. كان ثمن المحاصيل أرخص من الحبوب الأمريكية وكانت تكلفة العمالة أرخص. مازال الاتحاد السوفيتي يحصل علي حبوب من الولايات المتحدة بمقتضي اتفاق الحبوب الموقع بين الدولتين في عام 19875. ينص الاتفاق علي أن الولايات المتحدة مطالبة بأرسال 8 ملايين طن من الحبوب إلي الشعب السوفيتي. كان الحصار ميزة بالنسبة للسوفيتين لإنه اثبت لهم قدرتهم علي الحصول علي حبوب دون الحاجة إلي الولايات المتحدة. كما أنهم يستطيعون زراعة حبوبهم في أوكرانيا واستيرادها من أمريكا الجنوبية. حتي بعد رفع الحظر عن السوفيتين ظل الشعب السوفيتي يعتمد علي الحبوب الآتية من أوكرانيا وأمريكا الجنوبية وخفضوا تعاملهم مع الولايات المتحدة.